# Giorgio Baglivi

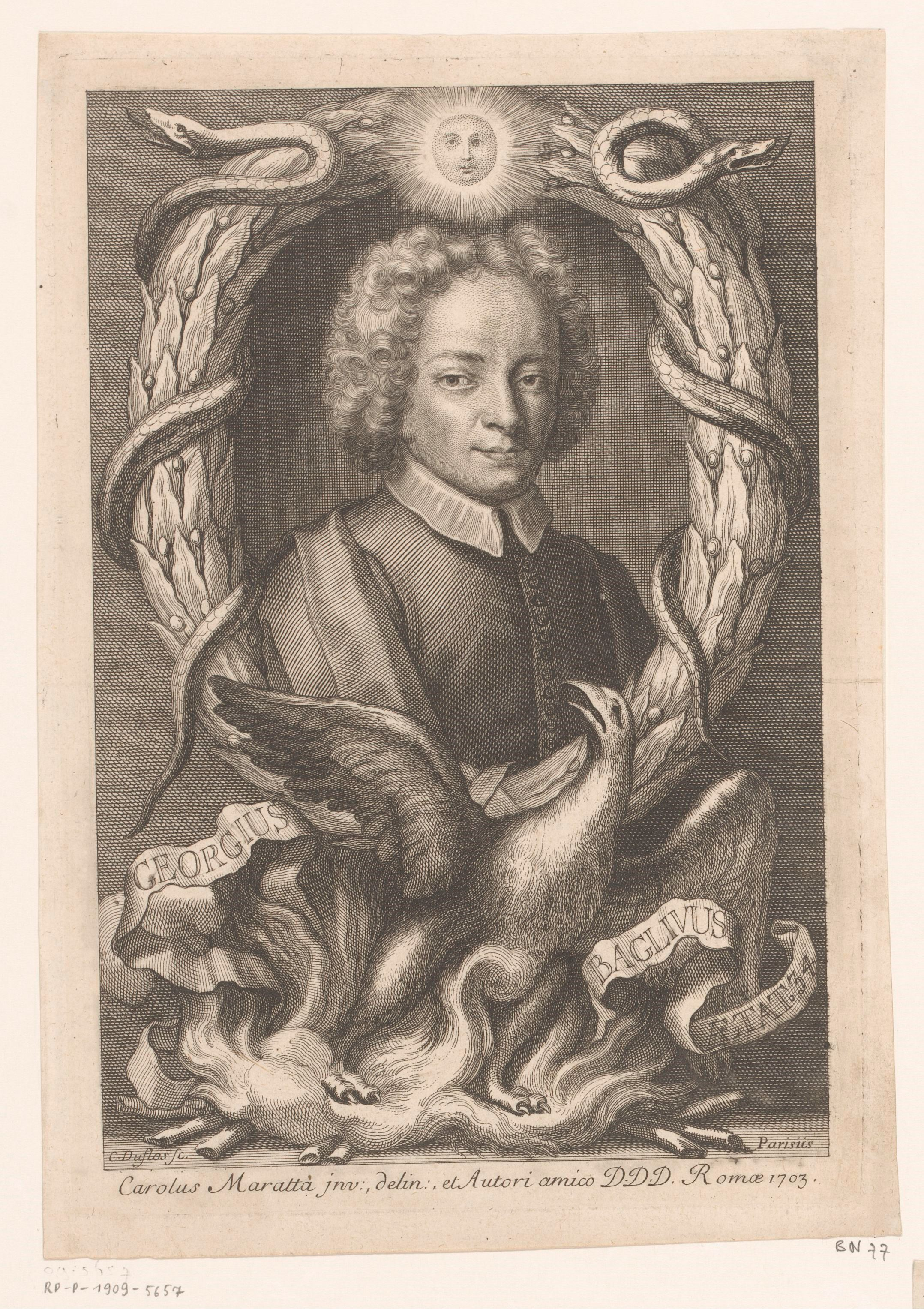
Giorgio Baglivi

Giorgio Baglivi, auch Giorgio degli Armeni (* 8. September 1668 in Ragusa (s. u.); † 15. oder 17. Juni 1707 in Rom), war ein italienischer Arzt, Professor der Anatomie und Vertreter der Iatrophysik. Er wirkte in Rom unter anderem als päpstlicher Leibarzt.

## Leben
Giorgio Baglivi wurde als Sohn eines Kaufmanns wahrscheinlich im heutigen Dubrovnik geboren, das damals Rasgus oder auch Ragusa genannt wurde. Einige Autoren sind der Ansicht, sein Geburtsort sei der Ort Ragusa auf Sizilien.
Sein Geburtsname lautete Duro Armeno. Den Namen Giorgio Baglivi bekam er, nachdem er schon als Kleinkind Vollwaise geworden war, im Alter von 15 Jahren, als er von dem italienischen Arzt Pietro Angelo Baglivi (1624–1704) adoptiert wurde.
Baglivi studierte Medizin in Neapel und Salerno. 1668 war er in Pisa, wo er mit Lorenzo Bellini in Verbindung kam.  Baglivi war ab 1691 Assistent von Marcello Malpighi in Bologna und Rom. 1695 wurde er päpstlicher Physikus und 1696 Professor für Anatomie an der Universität Sapienza in Rom. 1698 wurde er zum Mitglied der Royal Society gewählt. Am 23. August 1699 wurde er in die Deutsche Akademie der Naturforscher Leopoldina aufgenommen. Sein akademischer Beiname lautete Thales.
Baglivi führte mikroskopische Untersuchungen von Muskelfasern und Körperflüssigkeiten, wie Blut, Galle, Lymphe und Speichel durch.
In der Physiologie war Giorgio Baglivi der Vorläufer von Albrecht von Haller. Als Marcello Malpighi im Jahr 1694 verstarb, nahm Giorgio Baglivi die Autopsie seines Lehrers vor.
Nach Baglivi ist die Sala Baglivi in Santo Spirito in Sassia in Rom, wo Baglivi als Arzt und Forscher tätig war, benannt.

## Schriften
- De fibra motrice. 1700
- Specimen. 1702
- C. G. Kühn (Hrsg.): Opera omnia medico-practica et anatomica. 2 Bände, Leipzig 1827/28.